# Segretario di Stato per il Dipartimento del Nord
Il Segretario di Stato per il Dipartimento del Nord (in inglese: Secretary of State for the Northern Department) fu una posizione del gabinetto del Regno di Gran Bretagna attiva sino al 1782. Prima dell'Act of Union del 1707, le responsabilità del Segretario di Stato erano unicamente relegate all'area inglese e non a tutta l'area britannica. Anche dopo l'unione, ad ogni modo, continuò ad esserci un Segretario di Stato per la Scozia sino al 1746, anche se l'incarico fu perlopiù vacante. 
Prima del 1782 le competenze dei due Segretari di Stato britannici erano ripartite non in base alla materia, come avviene nei ministeri attuali, ma su base geografica. Il Segretario di Stato per il Dipartimento del Sud, che aveva una posizione di preminenza, era responsabile dell'Inghilterra meridionale, del Galles e dell'Irlanda oltre che delle colonie americane (sino al 1768) e delle relazioni con gli stati europei di religione cattolica e musulmana. Il Segretario di Stato per il Dipartimento del Nord invece si occupava dell'Inghilterra settentrionale, della Scozia e delle relazioni coi paesi protestanti d'Europa.
Con la riforma del 1782 il Segretario di Stato per il Dipartimento del Sud divenne Segretario di Stato per gli Affari Interni, mentre il Segretario di Stato per il Dipartimento del Nord divenne Segretario di Stato per gli Affari Esteri.
Durante il XVIII secolo il Segretario di Stato per il Dipartimento del Nord era spesso anche Leader della Camera dei Lords, se membro della stessa. 

## Segretario di Stato per il Dipartimento del Nord, 1660–1782
- Sir William Morice: 27 giugno 1660 – 29 settembre 1668
- Sir John Trevor: 29 settembre 1668 – 8 luglio 1672
- Henry Coventry 8 luglio 1672 – 11 settembre 1674
- Sir Joseph Williamson: 11 settembre 1674 – 20 febbraio 1679
- Robert Spencer, II conte di Sunderland: 20 febbraio 1679 – 26 aprile 1680
- Sir Leoline Jenkins: 26 aprile 1680 – 2 febbraio 1681
- Edward Conway, I conte di Conway: 2 febbraio 1681 – gennaio 1683
- Robert Spencer, II conte di Sunderland: 1683–1684
- Sidney Godolphin, I conte di Godolphin: 14 aprile 1684 – 24 agosto 1684
- Charles Middleton, II conte di Middleton: 24 agosto 1684 – 28 ottobre 1688
- Richard Graham, I visconte Preston: 28 ottobre 1688 – 2 dicembre 1688
- Daniel Finch, II conte di Nottingham: 5 marzo 1689 – 26 dicembre 1690
- Henry Sydney, I visconte Sydney di Sheppey: 26 dicembre 1690 – 3 marzo 1692
- Daniel Finch, II conte Nottingham: 3 marzo 1692 – 23 marzo 1693
- Sir John Trenchard: 23 marzo 1693 – 2 marzo 1694
- Charles Talbot, I duca di Shrewsbury: 2 marzo 1694 – 3 maggio 1695
- Sir William Trumbull: 3 maggio 1695 – 2 dicembre 1697
- James Vernon: 2 dicembre 1697 – 5 novembre 1700
- Sir Charles Hedges: 5 novembre 1700 – 29 dicembre 1701
- James Vernon: 4 gennaio 1702 – 1º maggio 1702
- Sir Charles Hedges: 2 maggio 1702 – 18 maggio 1704
- Robert Harley: 18 maggio 1704 – 13 febbraio 1708
- Henry Boyle: 13 febbraio 1708 – 21 settembre 1710
- Henry St John, I visconte Bolingbroke: 21 settembre 1710 – 17 agosto 1713
- William Bromley: 17 agosto 1713 – 17 settembre 1714
- Charles Townshend, II visconte Townshend: 17 settembre 1714 – 12 dicembre 1716
- James Stanhope: 12 dicembre 1716 – 12 aprile 1717
- Charles Spencer, III conte di Sunderland: 12 aprile 1717 – 2 marzo 1718
- James Stanhope, I conte Stanhope: 16 marzo 1718 – 4 febbraio 1721
- John Carteret, II barone Carteret: 5 febbraio 1721 – 21 febbraio 1721
- Charles Townshend, II visconte Townshend: 21 febbraio 1721 – 16 maggio 1730
- William Stanhope, I Lord Harrington: 19 giugno 1730 – 12 febbraio 1742
- John Carteret, II Lord Carteret: 12 febbraio 1742 – 24 novembre 1744
- William Stanhope, I conte di Harrington: 24 novembre 1744 – 28 ottobre 1746
- Philip Dormer Stanhope, IV conte di Chesterfield: 29 ottobre 1746 – 6 febbraio 1748
- Thomas Pelham-Holles, I duca di Newcastle: 6 febbraio 1748 – 23 marzo 1754
- Robert Darcy, IV conte di Holdernesse: 23 marzo 1754 – 25 marzo 1761
- John Stuart, III conte di Bute: 25 marzo 1761 – 27 maggio 1762
- George Grenville: 27 maggio 1762 – 9 ottobre 1762
- George Montague-Dunk, II conte di Halifax: 14 ottobre 1762 – 9 settembre 1763
- John Montagu, IV conte di Sandwich: 9 settembre 1763 – 10 luglio 1765
- Augustus Henry Fitzroy, III duca di Grafton: 12 luglio 1765 – 14 maggio 1766
- Henry Seymour Conway: 23 maggio 1766 – 20 gennaio 1768
- Thomas Thynne, III visconte Weymouth 20 gennaio 1768 – 21 ottobre 1768
- William Nassau de Zuylestein, IV conte di Rochford: 21 ottobre 1768 – 19 dicembre 1770
- John Montagu, IV conte di Sandwich: 19 dicembre 1770 – 12 gennaio 1771
- George Montague-Dunk, II conte di Halifax: 19 gennaio 1771 – 6 giugno 1771
- Henry Howard, XII conte di Suffolk: 12 giugno 1771 – 7 marzo 1779
- Thomas Thynne, III visconte Weymouth: 7 marzo 1779 – 27 ottobre 1779
- David Murray, VII visconte Stormont: 27 ottobre 1779 – 27 marzo 1782